# گاتری (اکلاهما)
گاتری(به انگلیسی: Guthrie) شهری در ایالت اکلاهما کشور ایالات متحده آمریکا است که جمعیت آن در سرشماری سال ۲۰۱۰ میلادی، ۱۰٬۱۹۱ نفر بوده‌است.